# Seyre
Seyre é uma comuna francesa na região administrativa de Occitânia, no departamento de Alta Garona. Estende-se por uma área de 3,89 km². Em 2010 a comuna tinha 133 habitantes (densidade: 34,2 hab./km²).